# Умирание (акция)

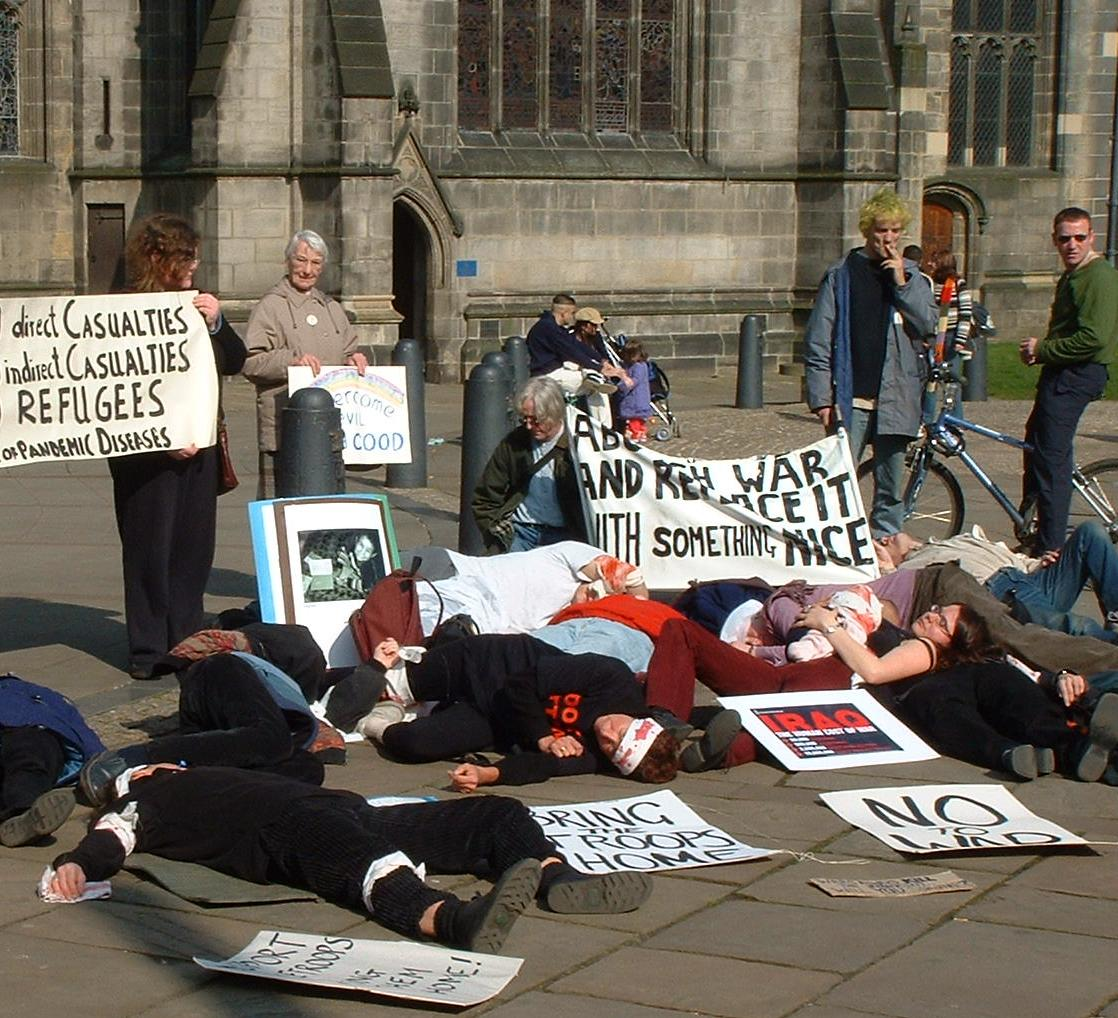
Антивоенная демонстрация на акции против вторжения в Ирак в 2003 в Шеффилде, Великобритания.

Акция «Умирание» (англ. Die-in или Lie-in) — это способ протеста, при котором активисты изображают себя мёртвыми. Часто для добавления реализма имитируются раны и кровь. Этот метод обычно применяется на акциях протеста, связанных с войнами, насилием, правами человека, абортами, СПИДом, контролем за оружием, экологией.
Протестующие занимают площадь на короткое время, поскольку вынуждены её покинуть из-за силового воздействия полиции.
Смысл акции состоит в создании препятствий людскому потоку, что неизбежно привлекает внимание прохожих.
15 сентября 2007 года несколько тысяч человек протестовали против войны в Ираке на лужайке у Капитолия в Вашингтоне. Свыше 190 человек были арестованы, в том числе десять ветеранов войны в Ираке. 

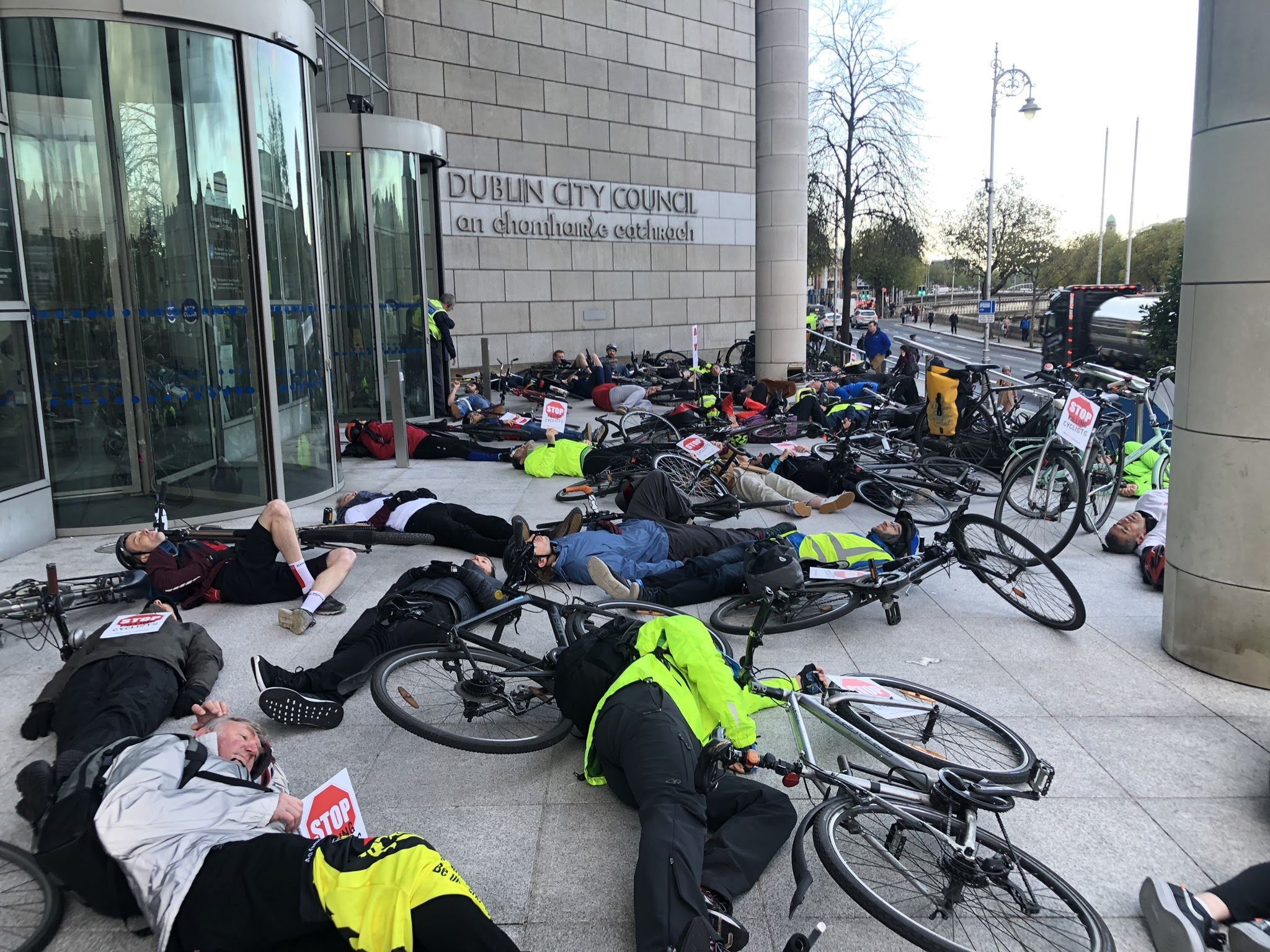
Акция I BIKE Dublin в Дублинском городском совете. Дублин, Ирландия, 2019 год

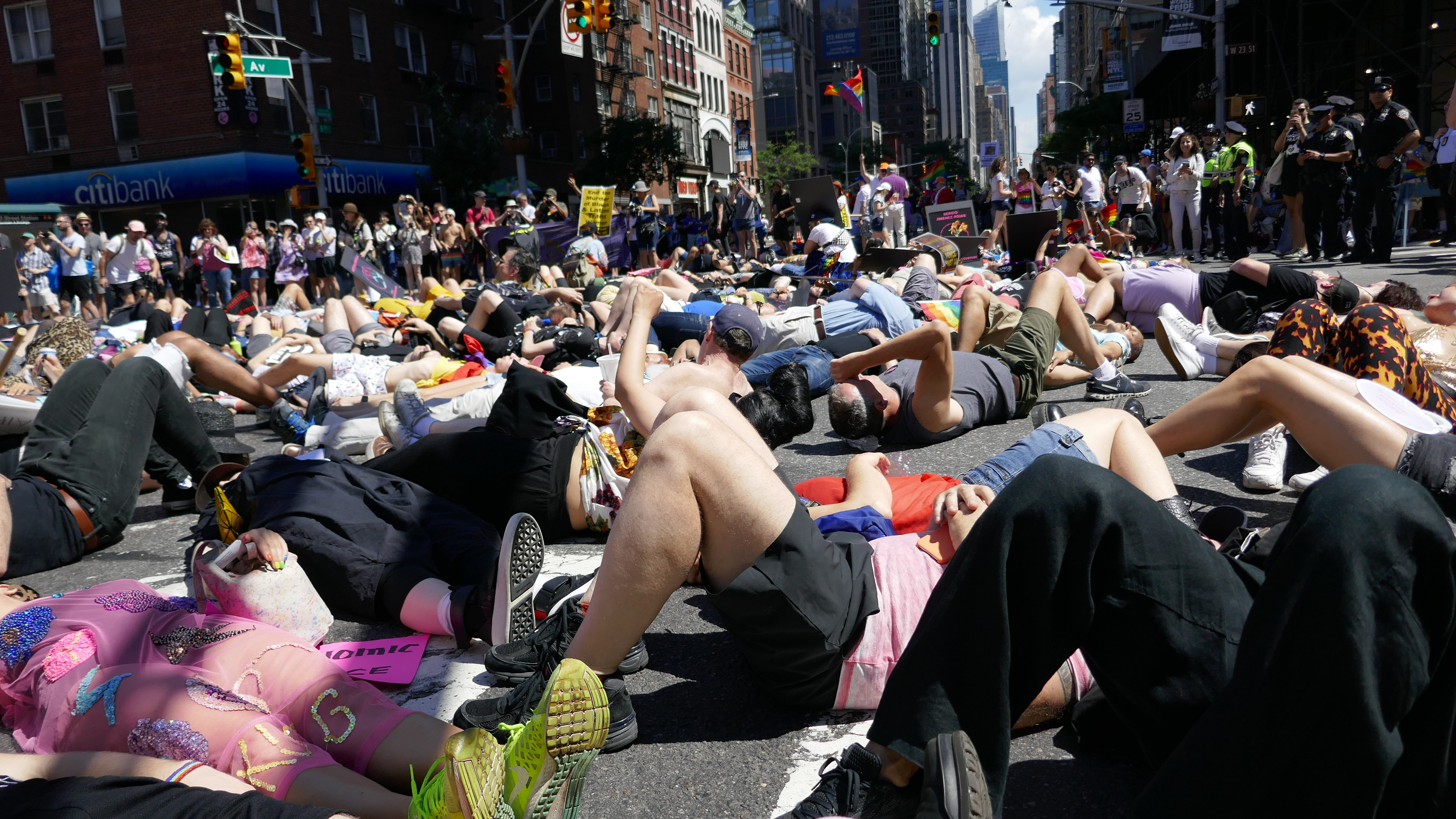
Акция на марше за освобождение ЛГБТК+. 2019 год, Манхэттен

## Внешние ссылки
- Iowa City Die In (недоступная ссылка с 01-10-2015 [3510 дней])
- Акция против гомофобии у Гомомонумента (видео)